# Torre de televisión de Kamzík
La Torre de TV de Kamzík (en eslovaco: Televízna veža na Kamzíku) es una torre de radiodifusión de 196 metros (643 pies) de la altura en la zona de Koliba de Bratislava, capital de Eslovaquia. Se encuentra a 437 m (1.421 pies) m s. n. m. en el cerro Kamzík, parte de los Pequeños Cárpatos, con vista a gran parte de la ciudad. La torre se encuentra en el territorio del Parque Forestal de Bratislava. Fue construida en 1975, en sustitución de una antigua torre de transmisión. La torre fue construida según el proyecto de los arquitectos Stanislav Majek, Jakub Tomasak, Juraj Kozak, Milan Jurica y Ján Privitzer.